# Bremer Erzbischofsfehde

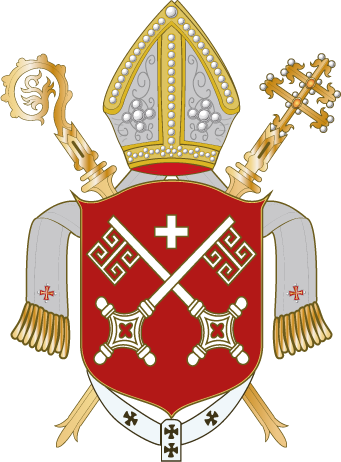
Wappen des Erzbistums Bremen

Die Bremer Erzbischofsfehde war ein Konflikt im Erzbistum Bremen, der zwischen Moritz von Oldenburg und Gottfried von Arnsberg um das Amt des Erzbischofs ausgetragen wurde. Die Fehde begann 1348 und spitzte sich im Jahr 1350 zu einer kriegerischen Auseinandersetzung zu, in die auch die Stadt Bremen verwickelt wurde. Sie fiel mit einem verheerenden Ausbruch der Pest zusammen und mündete in die Hoyaer Fehde.

## Vorgeschichte

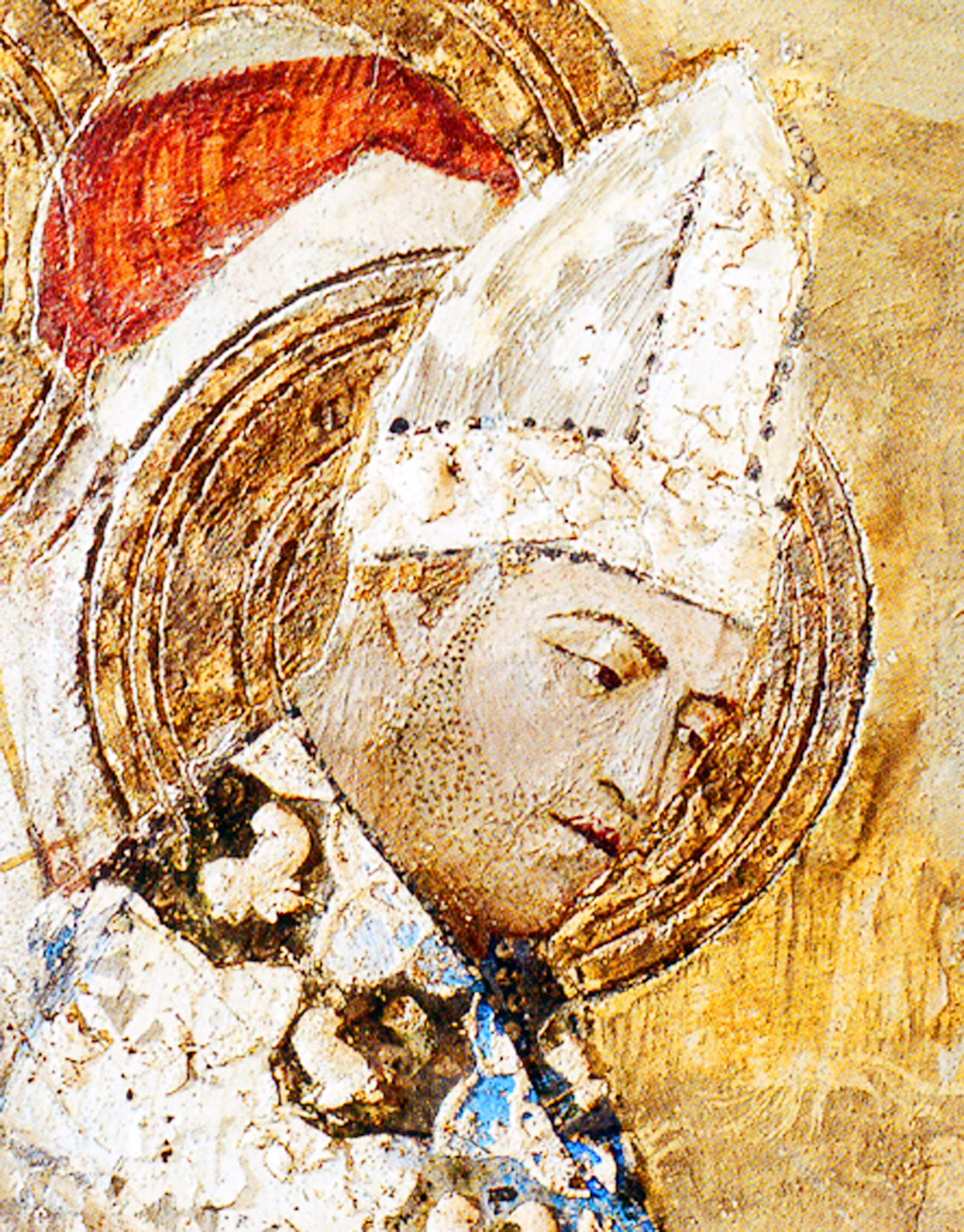
Papst Clemens VI.

Nach dem Tod von Otto I., Erzbischof von 1344 bis Anfang 1348, begann die Suche nach einem geeigneten Nachfolger. Als aussichtsreichster Anwärter galt dessen Neffe Moritz von Oldenburg, der seit 1337 bremischer Domherr war und unter Otto I. die Amtsgeschäfte des Erzstifts geführt hatte. Während dieser Tätigkeit hatte er sich zahlreiche Freunde im Bremer Rat und unter den Ministerialen des Erzbistums gemacht. Am 14. März 1348 wurde er daher auch einstimmig vom Domkapitel zum neuen Erzbischof gewählt. Papst Clemens VI. in Avignon verweigert jedoch die Bestätigung der Wahl und ernannte stattdessen – vermutlich gegen entsprechende Geldzahlungen – Gottfried von Arnsberg, den Bischof von Osnabrück, zum neuen Erzbischof in Bremen. Diese Entscheidung stieß auf erheblichen Widerstand vor Ort, da nie zuvor in der Geschichte des Erzbistums die Wahl des Domkapitels von einem Papst missachtet worden war. Im Gegenzug wurde daher auch der Vogt des ernannten Erzbischofs in Bremen nicht anerkannt.
Ohne eigene Machtbasis im Erzbistum konnte Gottfried seinen päpstlichen Anspruch nicht durchsetzen, zumal Moritz viele Ritter im Bremer Umland auf seiner Seite hatte und die Burg zu Vörde, die Burg zu Hagen und die Burg zu Ottersberg kontrollierte. Auch der Rat der Stadt sprach sich für Moritz aus, verpflichtete sich allerdings 1349 – mit Zustimmung Moritz’ – offiziell zu Neutralität in dem erzbischöflichen Disput. Die Lage änderte sich, als Gottfried im Oktober 1349 nach Bremen kam. Da sein Widersacher zu dieser Zeit nicht in der Stadt weilte, sondern sich mit den Herzögen von Braunschweig und Lüneburg an den Kämpfen gegen den Falschen Waldemar beteiligte, gelang es Gottfried die Unterstützung der Bürger der Stadt zu gewinnen, die ihn als vom Papst gesandten Erzbischof anerkannten. Die Meenheit (Bürgerschaft) soll sogar eine Ratssitzung gestürmt haben, um ihrem Anliegen Nachdruck zu verleihen. Der Rat der Stadt, der durch die Unruhen um die Casalbruderschaft im Frühjahr 1349 geschwächt war, ergriff in der Folge entgegen seiner ursprünglichen Positionierung nun für Gottfried Partei.

## Die Fehde
Da Moritz über zahlreiche Bundgenossen in der Region verfügte, versicherten sich Gottfried und die Stadt der Unterstützung des Erzbischofs von Verden, der Stadt Stade und der Rüstringer. Zudem beschloss der Rat, an der wichtigen Straße nach Bremervörde und Stade, an der Brücke über die Lesum, eine Befestigung zu errichten, die Burg. Am 20. Februar 1350 sprach Gottfried einen Bann über Moritz aus, da dieser „die Schlösser und Lehen des Erzstiftes widerrechtlich an sich gerissen habe“. Die meisten Ministerialen des Erzstiftes hielten jedoch weiterhin zu Moritz. Zu seinen Verbündeten zählten u. a. die Grafen von Oldenburg, Heinrich von Issendorf (Vogt zu Vörde), Martin von der Hude (Vogt zu Hagen), dessen Bruder Marquard von der Hude (Vogt zu Ottersberg), die Herren von Burg Blomendal, Liborius von Bremen (Vogt zu Wildeshausen) sowie Otto von Line und Johann von Aumund (beide Amtleute in Stedingen).
Der kriegerische Konflikt begann, als Heinrich von Issendorf gegen die Stader ins Feld zog, ohne dass eine der beiden Seiten einen entscheidenden Vorteil erringen konnte. Gleichzeitig versuchte Moritz von Ritterhude aus einen Vorstoß auf die Burg an der Lesum. Er konnte diese aber nicht einnehmen, da ihre Verteidigung durch bremische Schiffe Verstärkung erhielten. Die Bremer unternahmen ihrerseits Vorstöße in das Gebiet des Erzstifts, brandschatzten und brachten ihren Gegnern empfindliche Verluste bei.
Die Kräfteverhältnisse veränderten sich, als Moritz weitere Verstärkung durch Balduin, Bischof von Paderborn, Graf Engelbert von der Mark und Graf Heinrich von Neubruchhausen erhielt. Mit einem Heer von inzwischen 900 Rittern und Fußvolk zogen die Verbündeten auf Bremen zu und griffen nahe dem Rembertihospital in der östlichen Vorstadt an, wo der Graben des Dobben endete und die vorgelagerte Landwehr der Stadt am schwächsten war. Hier standen die Bürgerkompanien unter dem Befehl von Carnap von Lüneberge den Angreifern gegenüber. In dem anschließenden Gefecht fielen 30 Bremer sowie ihr Anführer, einige gerieten in Gefangenschaft, die restlichen zogen sich hinter die Mauern der Stadt zurück. Moritz sah von einem direkten Angriff auf Bremen ab, da die Befestigungen der Stadt sehr stark waren. Er verwüstet jedoch die Paulsstadt, dabei wurde vermutlich auch das Rembertihospital zerstört. Vor dem Ostertor ließ er fünf seiner Mitstreiter zu Rittern schlagen, unter ihnen Heinrich von Issendorf, Martin von der Hude und Otto von Line. Anschließend zog er an die Lesum, besetzte die Burg und ließ sie niederreißen. Als er nach Bremen zurückkehrte, standen die Tore der Stadt offen und es war kein Zeichen mehr von Widerstand zu erkennen.

## Die Pest in Bremen

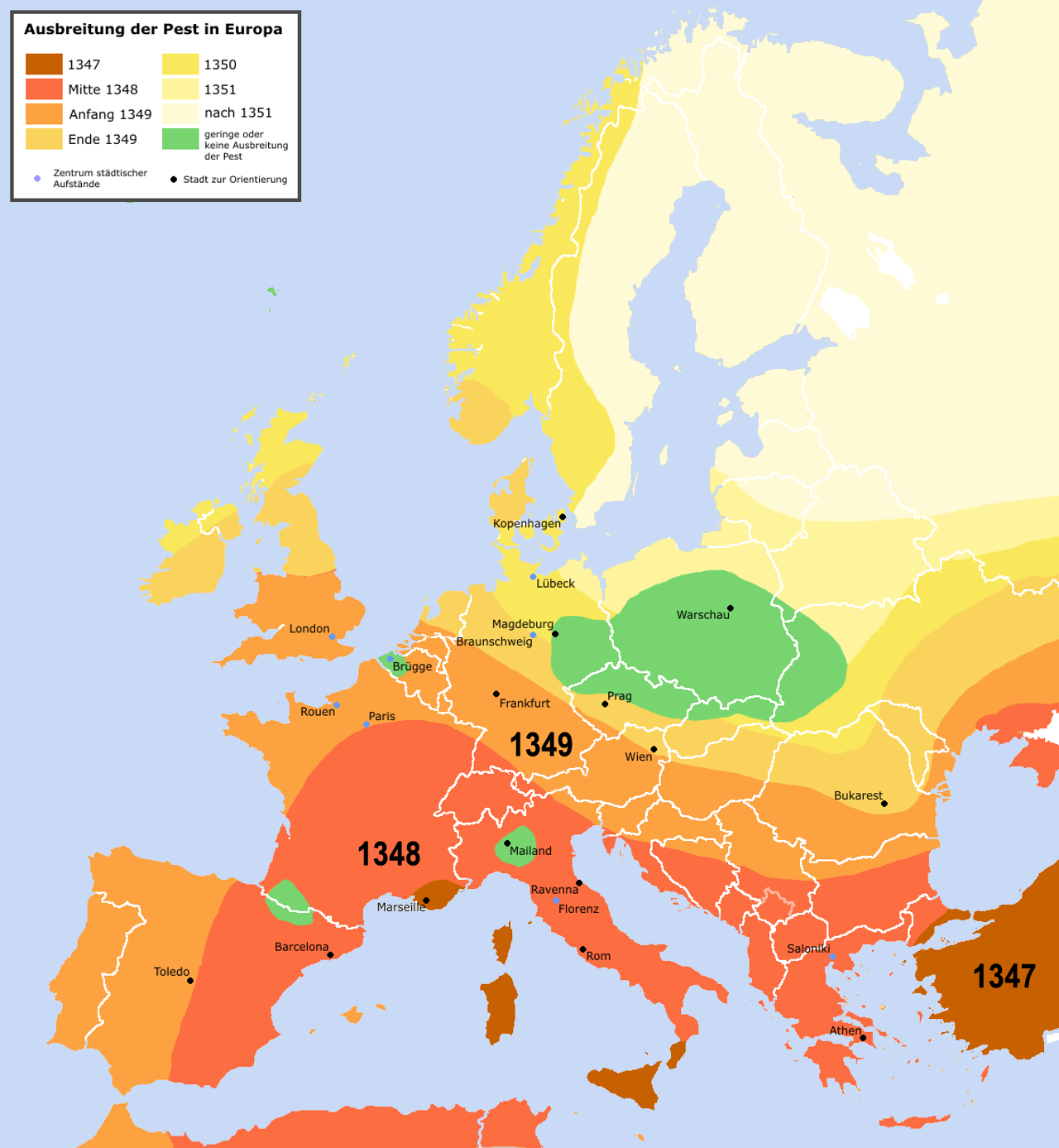
Ausbreitung der Pest in Europa im 14. Jahrhundert

Ursache für die überraschende Übergabe der Stadt an Moritz, war der Ausbruch der Pest in Bremen, von der mehr als ein Drittel der Bevölkerung betroffen war. Die Seuche war 1346 nach Europa gekommen und breitete sich ab 1350 auch in Norddeutschland aus. Wann genau die Pest Bremen erreichte ist nicht überliefert, vermutlich zum Ende des Frühjahrs 1350. Ihren Höhepunkt erreichte sie im Juni 1350 als allein an einem Tag 200 Tote gezählt wurden. Insgesamt starben wohl mehr als 7000 Menschen an den Folgen der Krankheit.
Am 13. Juli 1350 verständigte sich Moritz auf einen Waffenstillstand mit dem Rat. Es wurden Conrad Graf von Diepholz und die Grafen von Hoya, Gerhard III. und Johann II. als Schiedsrichter eingesetzt, um die Fehde beizulegen. Als Obmann fungierte Bischof Balduin. Bereits am 2. September schloss Moritz ein Bündnis mit der Stadt Bremen. Bald darauf erfolgt auch eine Einigung mit Gottfried – dieser blieb nominell Erzbischof und Moritz wurde zum „Vormund des Erzbistums“ ernannt, womit er als Amtmann faktisch die Macht im Erzstift ausübte.
Die Erzbischofsfehde führte direkt im Anschluss zur Hoyaer Fehde von 1351 bis 1359 und markierte damit den Beginn einer längeren andauernden Phase von schwerwiegenden Krisen für Bremen. Gottfried verbrachte die meiste Zeit seiner Regentschaft in Stade bzw. Hoya bei seinem wichtigsten Unterstützer Graf Gerhard III., 1369 danke er ab und verstarb drei Jahre später.